# Alex van Warmerdam
Alex van Warmerdam, celým jménem Alexander Lucas Maria van Warmerdam (* 14. srpna 1952 Haarlem), je nizozemský divadelní a filmový režisér, scenárista, herec, spisovatel, hudebník a výtvarník. 

## Umělecká kariéra
Studoval na umělecké Akademii Gerrita Rietvelda v Amsterdamu a pak působil v experimentálních divadelních souborech Hauser Orkater a De Mexicaanse Hond. V roce 1977 ztvárnil hlavní roli v krátkém filmu Dicka Maase Adelbert. Hrál také v televizních filmech Franse Weisze Striptease a Jopa Pannekoeka Zie De Mannen Vallen. 
Jeho první prací jako filmového režiséra byla v roce 1986 komedie o samotářském podivínovi Abel, na jejímž scénáři spolupracoval s Otakarem Votočkem. V roce 1992 získal Evropskou filmovou cenu pro nejlepšího mladého režiséra za surreálnou tragikomedii Seveřané, která byla také uvedena na festivalu Fantasporto. Jeho dalšímu filmu Šaty byla udělena cena FIPRESCI na festivalu v Benátkách v roce 1996. Za Poslední dny Emmy Blankové byl v roce 2009 v Benátkách odměněn cenou Label Europa Cinemas. Film Borgman byl v roce 2013 nominován na Zlatou palmu a Oscara za nejlepší cizojazyčný film.
Van Warmerdam založil nezávislou produkční společnost Graniet Film. Točí podle vlastních scénářů, zpravidla ve svých filmech také hraje jednu z hlavních rolí. Jeho tvorba je ovlivněna absurdním dramatem, vyznačuje se černým humorem, bořením společenských konvencí a okázale minimalistickým stylem. Dvakrát získal cenu Gouden Kalf pro nejlepšího nizozemského režiséra (1986 a 1992) a cenu Toneelschrijfprijs pro nejlepšího dramatika (1990 a 2011). Byla mu také udělena cena kulturního fondu prince Bernharda. 
Alex van Warmerdam také skládá filmovou hudbu, vydal sbírku básní Van alle kanten komen a román De Hand van een Vreemde. Jeho tvorba byla srovnávána s Luisem Buñuelem a bratry Coenovými.
Je ženatý s herečkou Annet Malherbeovou a mají dva syny. Jeho bratry jsou hudebník Vincent van Warmerdam a divadelní producent Marc van Warmerdam.

## Režijní filmografie
- 1986 Abel
- 1992 Seveřané
- 1996 Šaty
- 1998 Malý Tony
- 2003 Grimm
- 2006 Číšník
- 2009 Poslední dny Emmy Blankové
- 2013 Borgman
- 2015 Schneider vs. Bax
- 2021 Číslo 10